# Vladimir Țurcan
Vladimir Țurcan (n. 14 octombrie 1954, Slobozia, RSS Moldovenească, URSS) este un general-maior de poliție și politician din Republica Moldova, care din 31 decembrie 2014 este deputat în Parlamentul Republicii Moldova pe lista Partidului Socialiștilor din Republica Moldova.
Vladimir Țurcan a deținut funcția de Ministru al Afacerilor Interne în Guvernul Republicii Moldova în perioada 21 decembrie 1999 - 19 aprilie 2001. Ulterior, el a fost ales ca deputat în Parlamentul Republicii Moldova pe listele Partidului Comuniștilor, exercitând funcția între 2001 – 2002 și Legislatura 2005-2010. Între lunile mai 2009 – august 2009 a îndeplinit funcția de prim-vicepreședinte al Parlamentului Republicii Moldova.

## Biografie
Vladimir Țurcan s-a născut la data de 14 octombrie 1954 în orașul Slobozia, Moldova. A absolvit în anul 1976 Facultatea de Drept din cadrul Universității de Stat "Mihail V. Lomonosov" din Moscova. Între anii 1976-1982 a lucrat ca inspector în cadrul Procuraturii RSS Moldovenești.
În anul 1982 a devenit procuror în orașul Rîbnița. Din 1985, îndeplinește funcția de director-adjunct al corpurilor administrative ale Comitetului Central al Partidului Comunist din RSS Moldovenească. Între anii 1986-1990, a fost șef al Comitetului Juridic permanent al RSS Moldovenească, apoi a condus departamentul juridic al Partidului Comunist din RSS Moldova. În perioada 1991-1993 a fost director-general al Asociației Moldo-Belaruse "Зубр", iar ulterior a fost consilier al Ambasadei Republicii Moldova în Republica Belarus.
La 11 februarie 1997, a fost numit ca prim-viceministru al afacerilor interne. La data de 11 decembrie 1997, președintele Petru Lucinschi i-a acordat gradul special de general-maior de poliție.
Generalul-maior de poliție Vladimir Țurcan a îndeplinit funcția de ministru al afacerilor interne în Guvernul Republicii Moldova (21 decembrie 1999 - 19 aprilie 2001). În anul 2001, a fost ales ca deputat în Parlamentul Republicii Moldova pe listele Partidului Comuniștilor.
La data de 21 martie 2002, ex-ministrul de Interne, Vladimir Țurcan, a fost numit în funcția de Ambasador Extraordinar și Plenipotențiar al Republicii Moldova in Federația Rusă, cu reședința la Moscova. Cabinetul de Miniștri l-a numit, prin cumul de mandate, și în funcția de ambasador extraordinar și plenipotențiar al R. Moldova în Republica Kazahstan (5 martie 2003) și în Turkmenistan (16 aprilie 2003). El a cumulat astfel reprezentarea diplomatică în Rusia, Kazahstan, Armenia și Turkmenistan. A deținut aceste funcții diplomatice până în martie 2005.
În urma alegerilor parlamentare din anul 2005, a fost ales ca deputat în Parlamentul Republicii Moldova, pe listele Partidului Comuniștilor, pentru Legislatura 2005-2009. În această calitate, el îndeplinește și funcția de președinte al Comisiei parlamentare pentru probleme juridice. Din 1 septembrie 2005, este membru supleant al delegației Republicii Moldova la Adunarea Parlamentară a Consiliului Europei. Din 2006 este membru al Partidului „Moldova Unită – Единая Молдова” (PMUEM). Este și președintele partidului. La alegerile parlamentare din 30 noiembrie 2014, Vladimir Țurcanu s-a regăsit pe locul nouă în lista candidaților PSRM și a devenit deputat în fracțiunea PSRM. În mai 2015 el a precizat că nu are de gând să adere la PSRM, ci este vorba de o conlucrare.
Vorbește limbile rusă și franceză.